# Nemuno slėnis ties Palėkiais
Nemuno slėnis ties Palėkiais este o arie protejată (sit de importanță comunitară — SCI) din Lituania întinsă pe o suprafață de 1.095,46 ha, integral pe uscat.

## Localizare
Centrul sitului Nemuno slėnis ties Palėkiais este situat la coordonatele 55°03′40″N 22°37′21″E / 55.061°N 22.6224°E.

## Înființare
Situl Nemuno slėnis ties Palėkiais a fost declarat sit de importanță comunitară în februarie 2009 pentru a proteja 5 specii de animale.

## Biodiversitate
Situată în ecoregiunea boreală, aria protejată conține 15 habitate naturale: Vegetație psamofilă uscată cu pășuni deschise de Corynephorus și Agrostis, Lacuri eutrofice naturale cu vegetație de tip Magnopotamion sau Hydrocharition, Râuri cu maluri nămoloase cu vegetație de Chenopodion rubri p.p. și Bidention p.p., Pajiști calcaroase din nisipuri xerice, Pajiști uscate seminaturale și facies de acoperire cu tufișuri pe substraturi calcaroase (Festuco-Brometalia) (* situri importante pentru orhidee), Liziere de ierburi înalte hidrofile de câmpie și de nivel montan până la alpin, Pajiști aluvionare boreale nordice, Fânețe de joasă altitudine (Alopecurus pratensis, Sanguisorba officinalis), Izvoare fino-scandinave și mlaștini produse de izvoare bogate în minerale, Izvoare petrifiante cu formare de travertin (Cratoneurion), Taiga vestică, Pășuni din zone de pădure fino-scandinave, Păduri de stejar sau de stejar și carpen sub-atlantice și medio-europene de Carpinion betuli, Păduri pe pante, grohotișuri și ravene de Tilio-Acerion, Păduri aluvionare cu Alnus glutinosa și Fraxinus excelsior (Alno-Padion, Alnion incanae, Salicion albae).
La baza desemnării sitului se află mai multe specii protejate de  pești (5): avat (Aspius aspius), zvârluga (Cobitis taenia), Lampetra fluviatilis, boarță (Rhodeus amarus), somonul (Salmo salar).
Pe lângă speciile protejate, pe teritoriul sitului au mai fost identificate 1 specie de plante, 1 specie de nevertebrate.